# Tymofiy Boïtchouk
Pour les articles homonymes, voir Boïtchouk.
Tymofiy Lvovytch Boïtchouk (en ukrainien : Тимофій Львович Бойчук, également appelé Tymko Boïtchouk, 1896 - 1922) est un peintre monumentaliste ukrainien.
Il est notamment l'élève et le frère de Mykhaïlo Boïtchouk, célèbre peintre ukrainien créateur du boïtchoukisme et l'un des représentants de la génération de la Renaissance fusillée.

## Biographie
Tymofiy Boïtchouk naît le 27 septembre 1896 à Romanivka (uk), alors en Autriche-Hongrie et aujourd'hui dans l'oblast de Ternopil, en Ukraine.
Il étudie auprès de son frère Mykhaïlo Boïtchouk. Ses premières œuvres, réalisées à la détrempe sur des planches de bois, sont des scènes de genre représentent des paysans : На пасовиськ (« Au pâturage »), Садять картоплю (« Plantation de pommes de terre »), У шевській майстерні (« Dans l'atelier du cordonnier »), Біля яблуні (« Près du pommier »), 1919-21. La composition des œuvres de B. repose sur une étude approfondie des lois de la représentation des époques proto-Renaissance et byzantine.

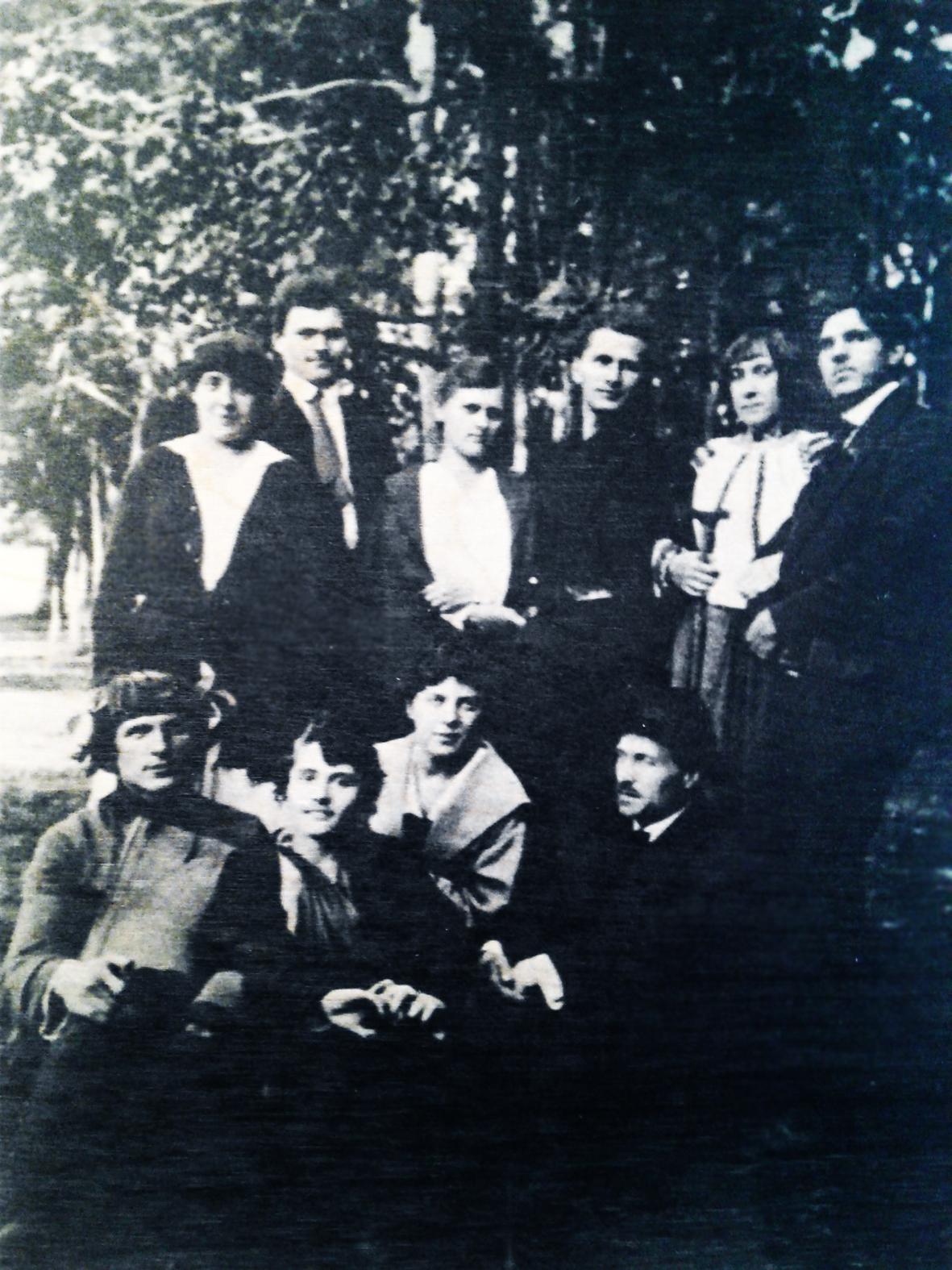
Assis : Ivan Padalko, Olena Krytchevska, A. Lyssetska (?), Mykhaïlo Boïtchouk ; debout : Maria Troubetska, Tymofiy Boïtchouk, O. Prossianitchenko. Serhiy Kolos, Antonina Ivanova et Robert Lissovsky. Photographie prise à Kiev en 1920.

Pendant ses études à l'Académie, Tymko Boïtchouk, avec d'autres étudiants de l'atelier monumentaliste — Vassyl Sedliar et Ivan Padalka (en), notamment — participe aux peintures de quatre bâtiments de la caserne de Loutsk à Kiev à l'été 1919, sous la direction de Mykhaïlo Boïtchouk — toutes ces œuvres sont cependant détruites en 1922. Ce groupe d'artistes ukrainiens qui ont étudié et travaillé avec lui en suivant son frère était connu sous le nom de « boïtchoukistes ».
Tymofiy Boïtchouk meurt subitement de la tuberculose le 13 juillet 1922, à l'âge de 25 ans.

## Œuvre
En plus des peintures monumentalistes, on connaît de Boïtchouk sa créativité dans le domaine de l'illustration de livres. Il réalise des illustrations pour Barwinok (1919, en collaboration avec Ivan Padalka (en)), pour favoriser la perception directe des enfants. Les dessins utilisaient des motifs ukrainiens provenant de peintures folkloriques, de sculptures et du style des gravures contenues dans des livres anciens. Ses œuvres sont conservées au Musée national d'art d'Ukraine, à Kiev et à la Galerie Tretiakov, à Moscou.
Les principaux projets réalisés ou coordonnés par Boïtchouk et son école — qui comprenait son frère Tymofiy Boïtchouk, Ivan Padalka, Vassyl Sedliar, Sofia Nalepinska, Mykola Kasperovytch, Oksana Pavlenko, Antonina Ivanova, Mykola Rokytsky, Kateryna Borodina, Oleksandr Myzine, Kyrylo Hvozdyk, Pavlo Ivantchenko, Serhiy Kolos, Okhrym Kravtchenko, Hryhoriy Dovjenko, Onoufriy Bizioukov, Maria Kotliarevska, Ivan Lypkivsky, Vira Boura-Matsapoura, Yaroslava Mouzyka, Oleksandr Rouban, Olena Sakhnovska, Manouïl Schechtman, Maria Troubetska, Kostiantyn Ieleva et Maria Iounak — sont une contribution importante à l'art ukrainien. Tymofiy et Mykola Kasperovytch en étaient les élèves les plus brillants, avant que le premier ne meure prématurément et que le second se consacre finalement à la restauration d'œuvres d'art.

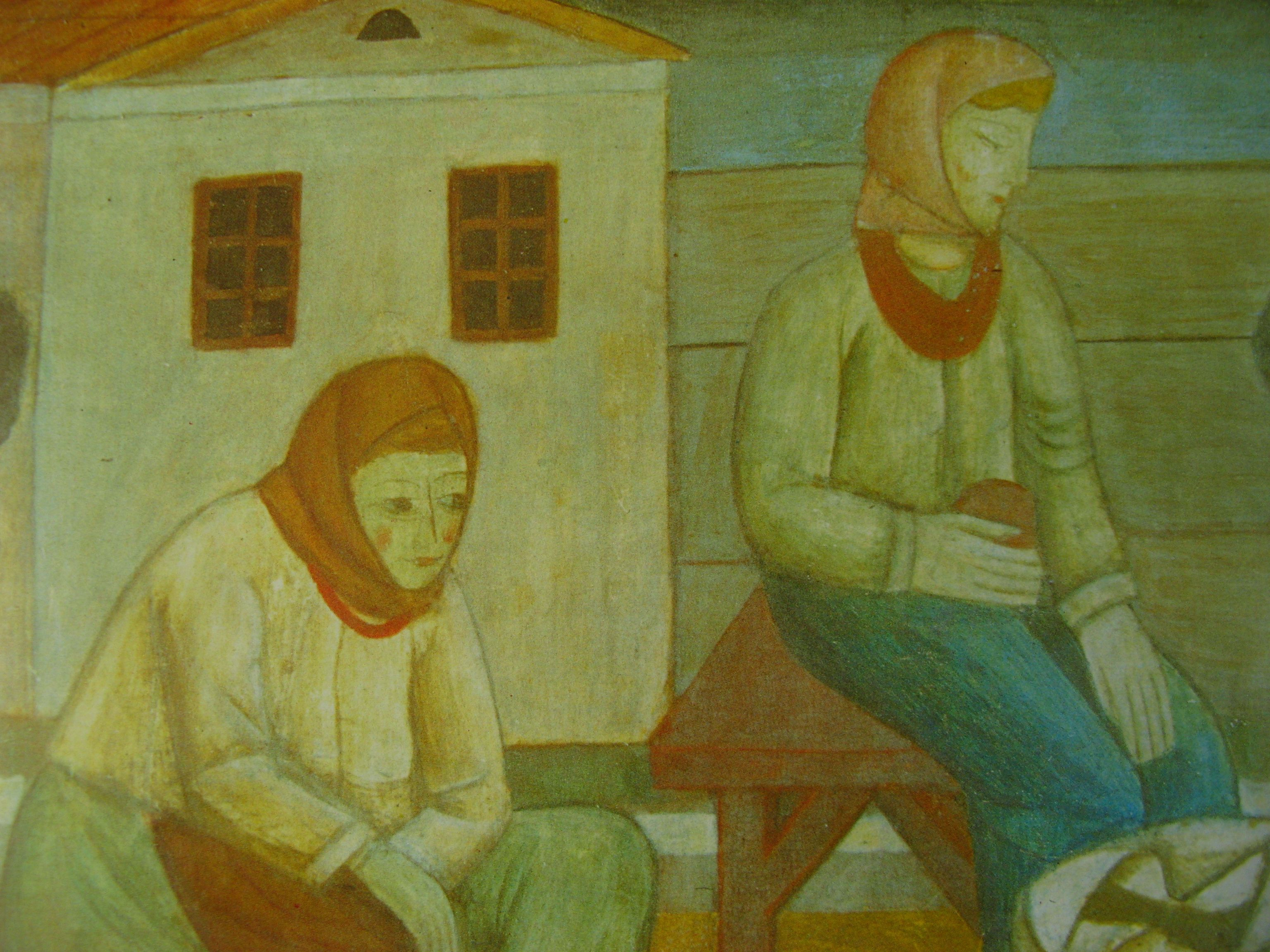
Échange de graines, c. 1919—1920, tempera sur carton).
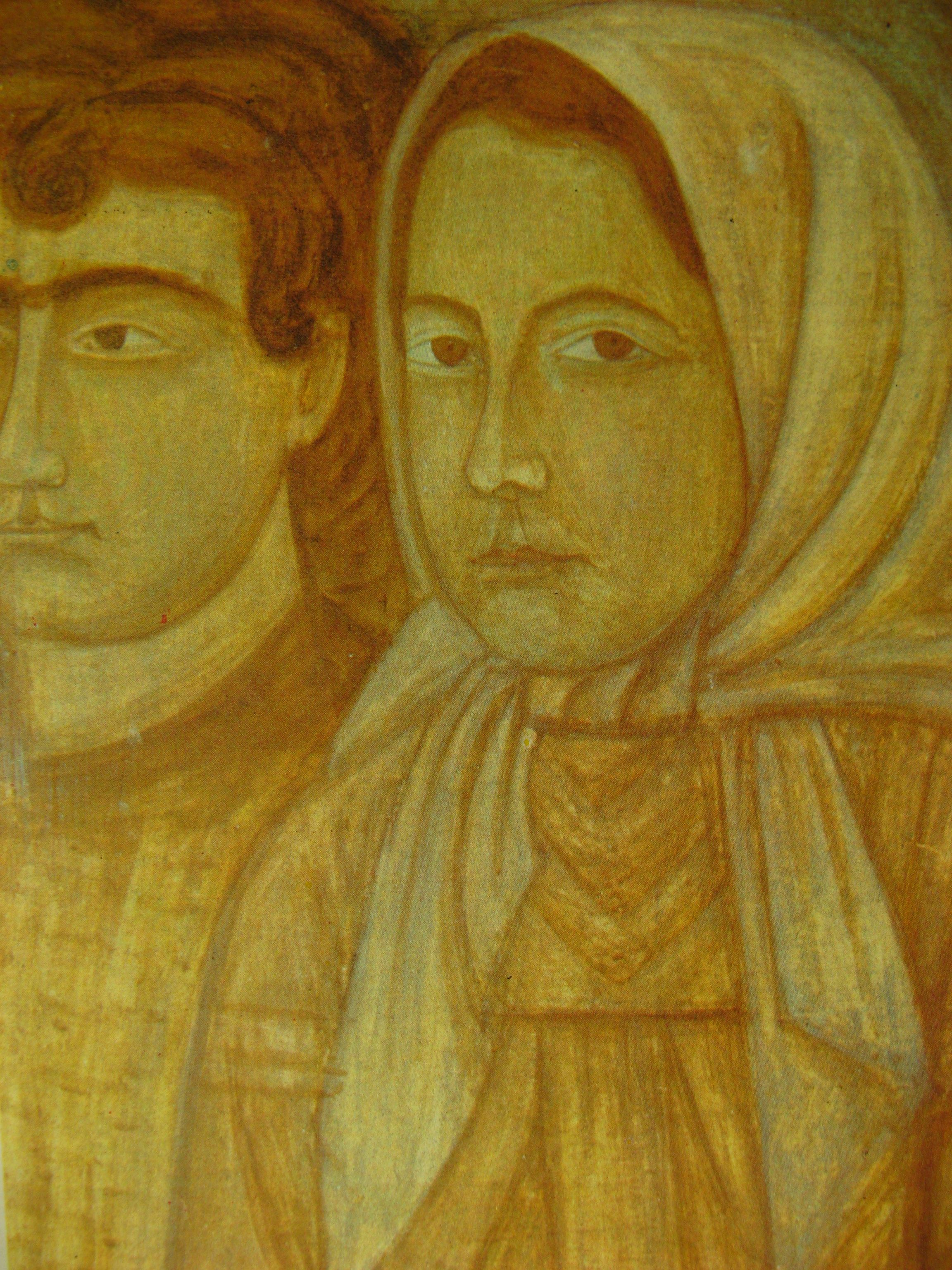
Garçon et Fille, c. 1918-1919, tempera sur carton).
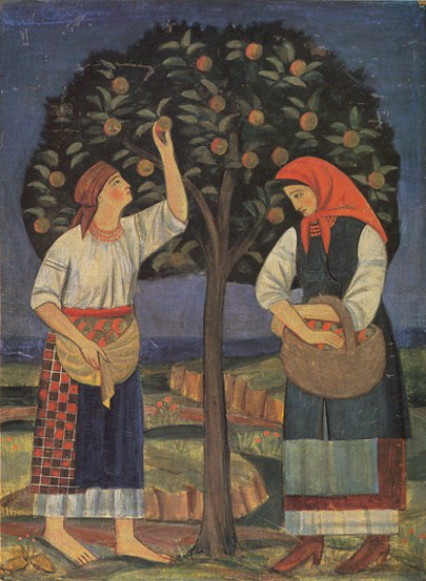
Dame au pommier, 1921, tempera sur carton).

## Postérité
Il existe un monument (buste) aux frères Boïtchouk dans le village de Romanivka (uk), réalisé en 1992 par le sculpteur Boris Rudy.